# 保羅·蘭多斯基
保羅·马克西米利安·隆德夫斯基（法語：Paul Maximilien Landowski，1875年6月4日—1961年3月27日），法國雕塑家。作品包括里約熱內盧基督像、南京中山陵孫中山大理石坐像等。儿子是作曲家马塞尔·兰多夫斯基。

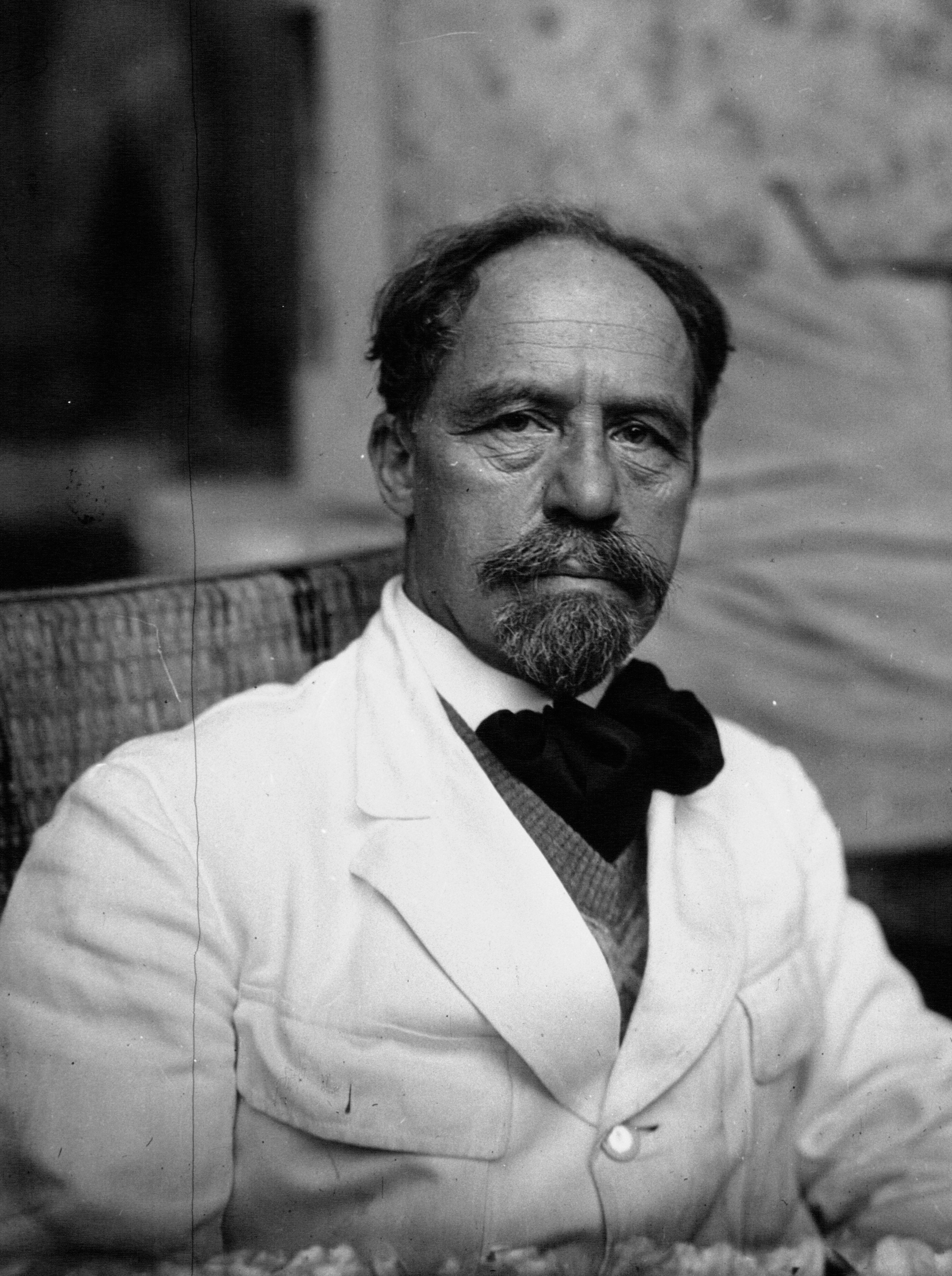
保羅·隆德夫斯基

## 作品

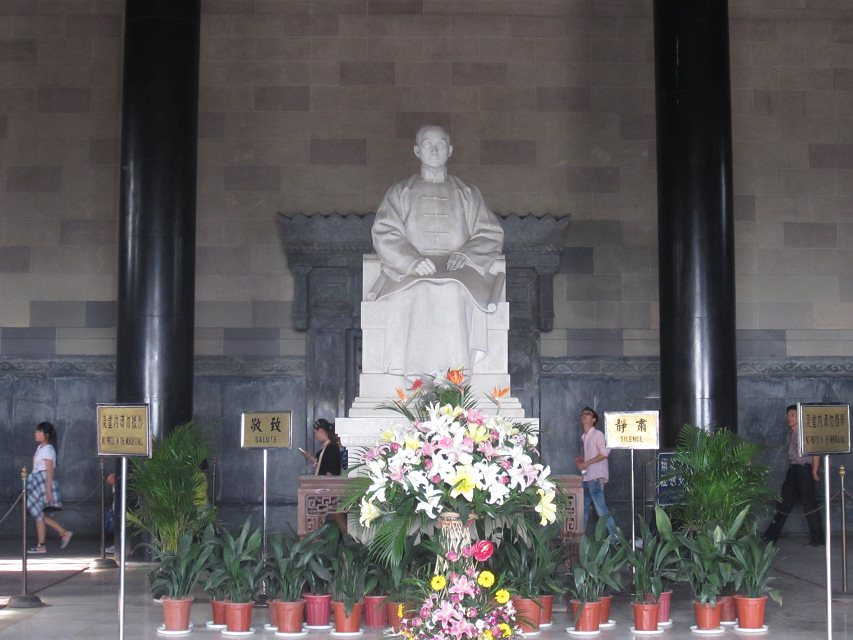
中山陵孫中山大理石坐像